# Lloyd Hamilton
Lloyd Vernon Hamilton (Oakland, 19 agosto 1891 – Hollywood, 19 gennaio 1935) è stato un attore statunitense.
Attivo soprattutto come attore comico nel cinema muto dal 1913, morì a 43 anni durante un intervento chirurgico. Gli è stata dedicata una "stella" sulla Hollywood Walk of Fame.
Nel 2013 uno storico del Cinema delle origini, Lorenzo Tremarelli, gli ha dedicato quella che ad oggi rimane l'unica monografia Italiana sull'attore. Divisa in quattordici parti, resta tuttora disponibile on line all'interno del suo blog personale.

## Filmografia parziale

### Attore
- The Deadly Battle at Hicksville, regia di Marshall Neilan (1914)
- A Whirlwind of Whiskers, regia di Alfred Santell (1917)
- A Self-Made Failure, regia di William Beaudine (1924)
- His Darker Self, regia di John W. Noble (1924)
- Hello, 'Frisco, regia di Slim Summerville (1924)
- The Movies, regia di William Goodrich (Roscoe Arbuckle) (1925)
- One Sunday Morning, regia di Fatty Arbuckle (1926)
- Peaceful Oscar, regia di Fatty Arbuckle (1927)
- Rivista delle nazioni (The Show of Shows), regia di John G. Adolfi (1929)
- Won by a Neck, regia di Fatty Arbuckle (1930)
- Up a Tree, regia di Fatty Arbuckle (1930)
- Marriage Rows, regia di Fatty Arbuckle (1931)
- Ex-Plumber, regia di Fatty Arbuckle (1931)
- Are You There?, regia di Hamilton MacFadden (1931)